# Liste der Straßen und Plätze in Kiel/K

## Ka

Käthe Kollwitz

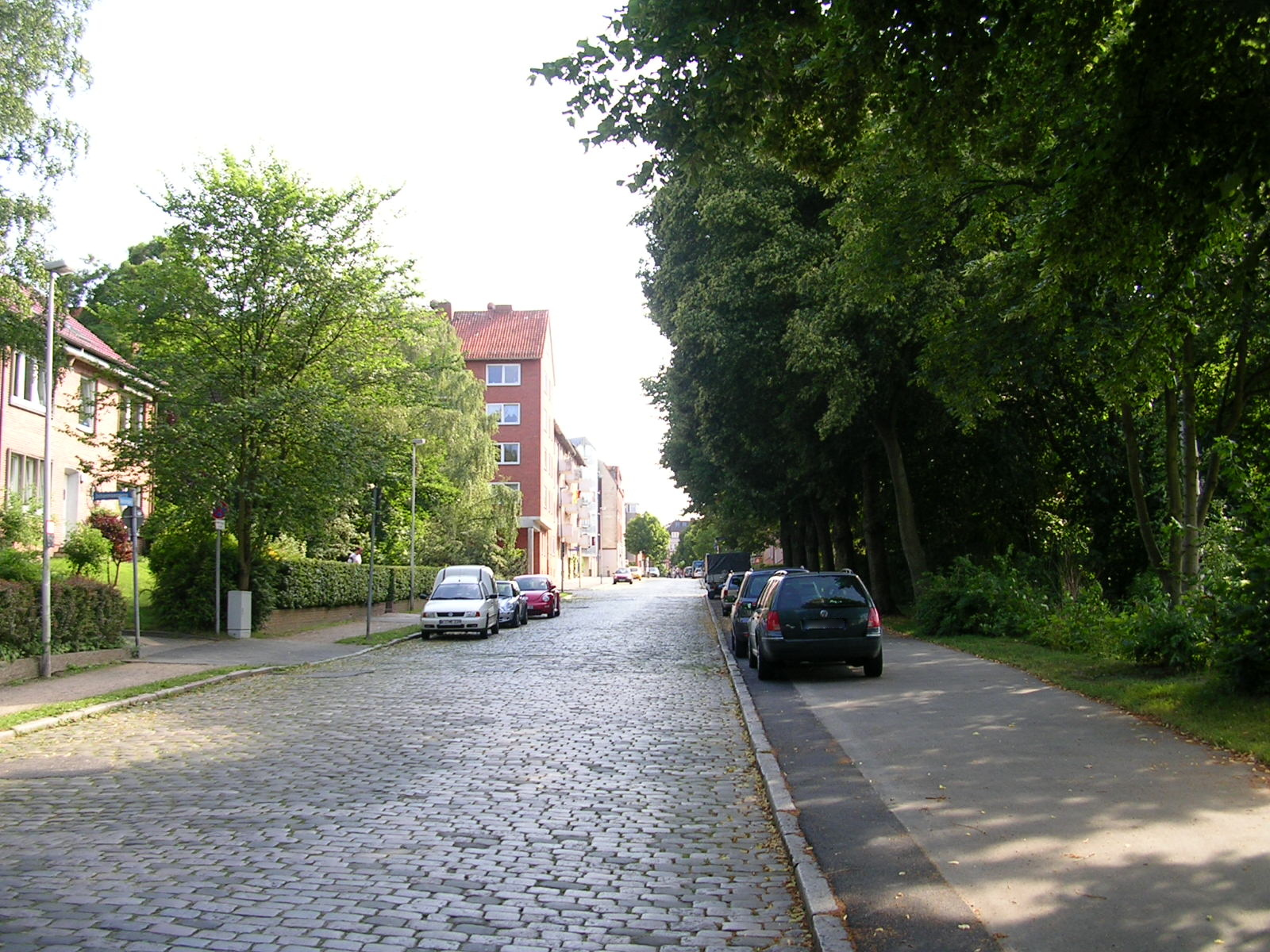
Kaiserstraße

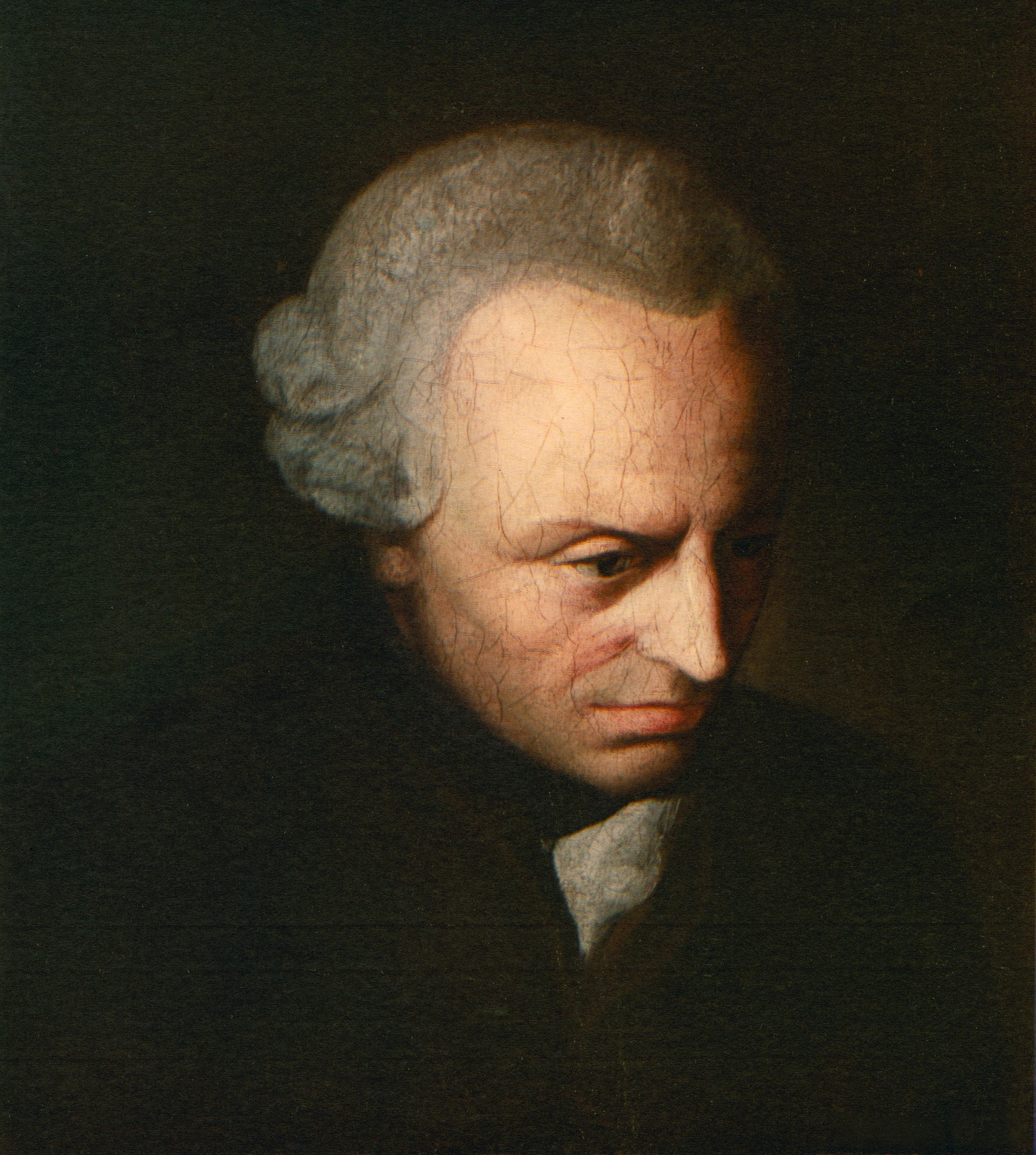
Immanuel Kant

Kämpenstraße, Wik
1905 nach dem Namen des früheren Hofes Kämpen benannt.
Käthe-Kollwitz-Pfad, Russee
1979 nach Käthe Kollwitz benannt.
* Kahlenberg, Schilksee
1940 erstmals im Kieler Adressbuch aufgeführt, benannt nach einem Flurnamen, dem Parzellenhof Kahlenberg.
* Kahlenberg-Strand, Schilksee
1940 erstmals im Kieler Adressbuch aufgeführt, 1971 als Wohnplatz aufgehoben.
Kahler Berg, Suchsdorf
2002 nach einer alten Gemarkung benannt.
Kaiserstraße, Gaarden-Ost
1875 erstmals im Kieler Adressbuch aufgeführt, vermutlich nach der Kaiserlichen Werft benannt, bei der sie begann.
Kaistraße, Vorstadt, Südfriedhof
1878 wurde die Straße auf dem neuen Kai mit Kaistraße benannt.
Kanalstraße, Holtenau
1780 wurde das östliche Endstück der Kanalstraße zwischen Kastanienallee und Strandstraße schon im Zusammenhang mit dem Bau des Eiderkanals angelegt, 1892 wurde die Straße im Protokolltext der Gemeinderatssitzung erwähnt, Straße am Nord-Ostsee-Kanal.
* Kanalstraße, Wik
1919 wurde der Name festgelegt, 1923 nach der Eingemeindung von Holtenau wurde die Straße in Schleusenstraße umbenannt.
* Kanalweiche, Suchsdorf
1955 erstmals im Kieler Adressbuch aufgeführt, 1959 wurde die Straße in Zur Weiche umbenannt.
Kanalweiche, Suchsdorf
1999 wurde die Zufahrtsstraße zu den Gebäuden an der Schwartenbeker Kanalweiche mit Kanalweiche benannt.
Kanalweiche Schwartenbek (Haus), Suchsdorf
1994 im amtlichen Stadtplan als Wohnplatz aufgeführt.
Kantstraße, Schreventeich
1929 nach Immanuel Kant benannt.

## Kap

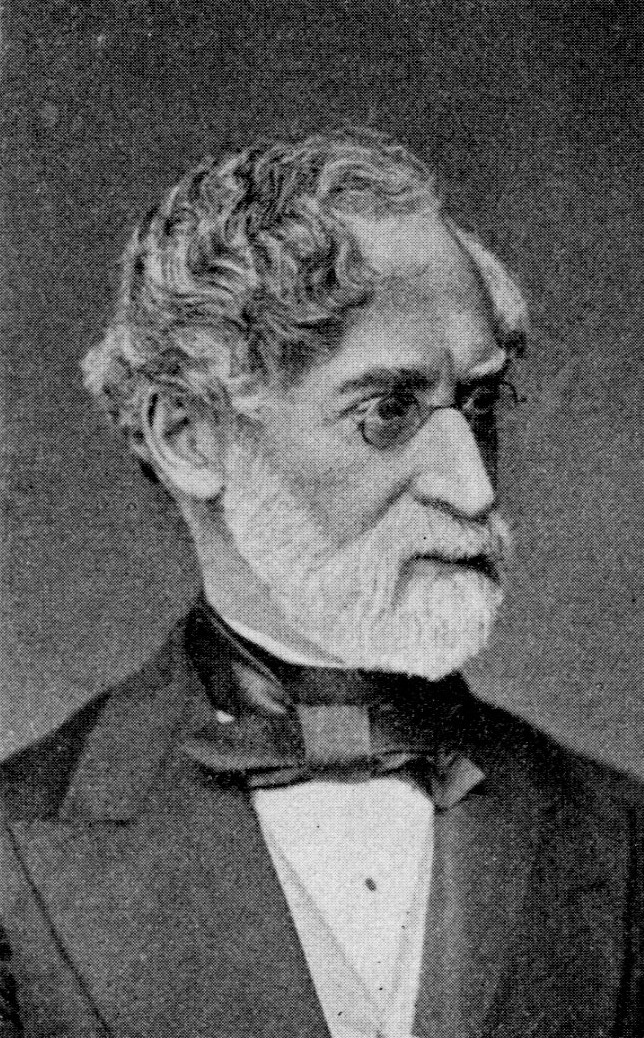
Karl Müllenhoff

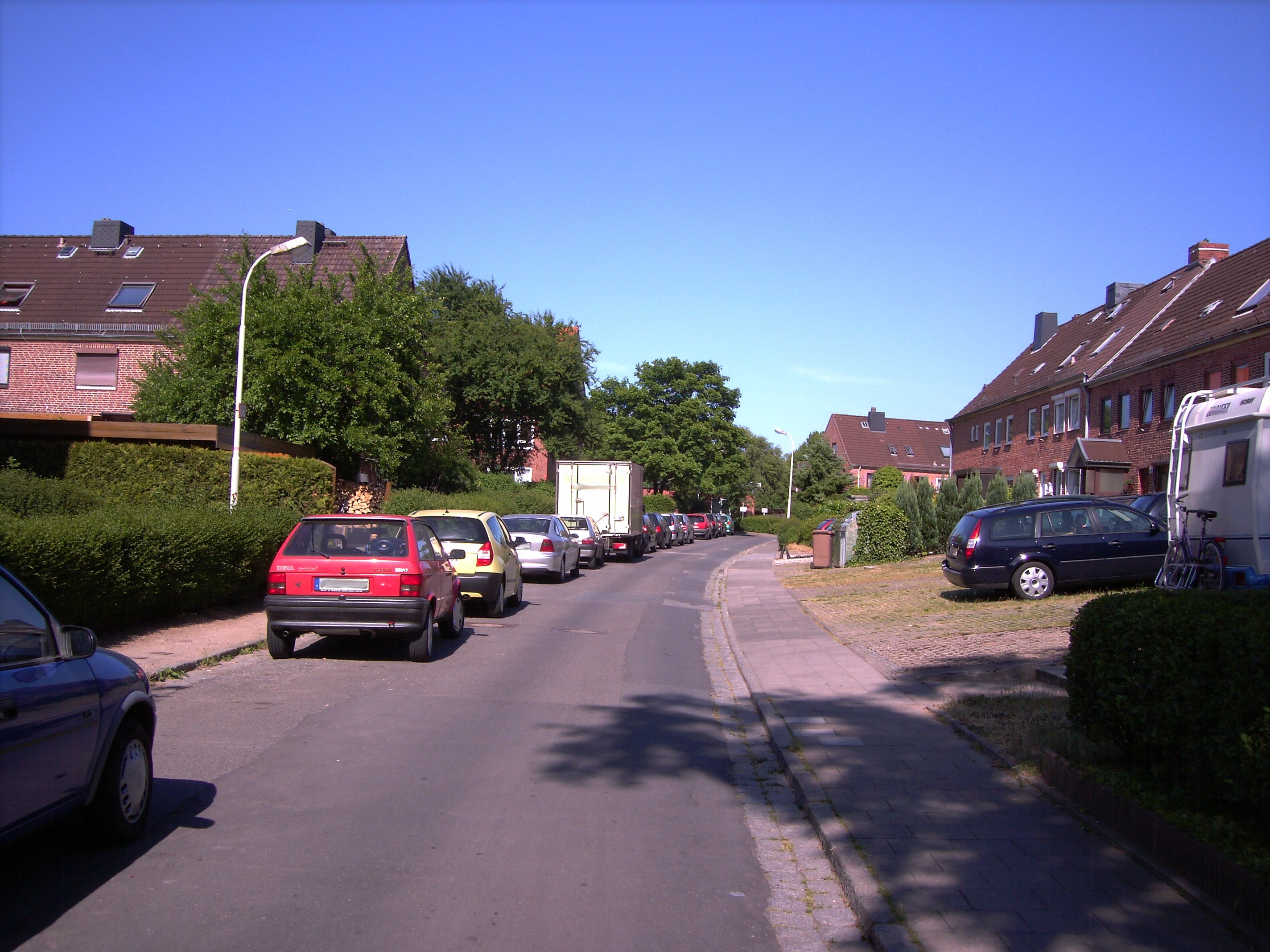
Karlsbader Straße

Kap-Hoorn-Weg, Schilksee
1974 nach der Südspitze des südamerikanischen Kontinents Kap Hoorn benannt.
Kappelner Straße, Wik
1940 nach der Stadt Kappeln benannt.
Karl-Müllenhoff-Weg, Pries
1937 nach Karl Müllenhoff benannt.
* Karl-Radke-Straße, Gaarden-Süd
1936 nach Karl Radke benannt – Radke wurde als NSDAP-Mitglied im Jahr 1931 in Eutin getötet, 1945 wurde die Straße in Holunderbusch umbenannt.
Karlsbader Straße, Elmschenhagen
1939 nach der Stadt Karlsbad benannt.
Karlsburger Feldweg, Gaarden-Süd
1936 wurde der Name nach dem Ausflugslokal Karlsburg benannt.
Karlstal, Gaarden-Ost
1875 wurde die Übernahme der Privatstraße vom Bauunternehmer Bleßmann unter Beibehaltung des Namens beschlossen, die Straße wurde nach einem Sohn des Ziegeleibesitzers Bleßmann benannt.
* Karlstraße (Carlstraße), Brunswik
1869 erhält die von Carl Aude angelegte Straße den Namen Karlstraße, 1966 der mit Karlstraße bezeichnete Teil zwischen Arnold-Heller-Straße und Feldstraße wird in Arnold-Heller-Straße umbenannt, 1984 nicht mehr im Adressbuch aufgeführt, die ehemalige Karlstraße gehört heute zum Gelände der Unikliniken.
Karolinenweg (Carolinenweg), Düsternbrook
1869 nach der Prinzessin Karoline, Tochter des dänischen Königs Friedrich VI. (Dänemark und Norwegen) benannt – Vorher war hier ein schmaler Heckenweg, der nach einem Anlieger Kramersredder genannt wurde.
Karpfenteich, Hassee
1907 zur Erinnerung an den auf dem Gelände ehemals vorhandenen Karpfenteich benannt.

## Kas
* Kaserne, Gaarden-Ost
1880 erstmals im Kieler Adressbuch aufgeführt, 1886 in Kasernenstraße umbenannt.
* Kasernenstraße, Brunswik
1872 wurde die Verbindungsstraße zwischen Karlstraße und Kaserne Kasernenstraße benannt, 1945 durch Bomben stark zerstört, 1955 noch im Adressbuch aufgeführt; später aufgehoben.
* Kasernenstraße, Friedrichsort
1869–1890 entstand die neue Stadt Friedrichsort, die Kasernenstraße war eine der drei neuen Nord-Süd-Straßen, 1923 erstmals im Kieler Adressbuch aufgeführt, 1925 in Werner-Siemens-Straße umbenannt.
* Kasernenstraße, Gaarden-Ost
als Kaserne angelegt, 1880 erstmals im Kieler Adressbuch aufgeführt, 1886 wurde der Name Kasernenstraße beschlossen, 1901 in Augustenstraße einbezogen.
* Kastanienallee, Elmschenhagen
1912 wurde der Name festgelegt, 1939 wurde die Kastanienallee in die Straße Jettkorn einbezogen.
Kastanienallee, Holtenau
1910 wurde der Name festgelegt – Die Straße hatte bis 1919 einen Bestand alter Kastanien.
Kastanienstraße, Südfriedhof
1888 wurde der Name festgelegt, 1911 über die Michelsenstraße hinaus verlängert.
Kastanienweg, Suchsdorf
1959 erstmals im Kieler Adressbuch aufgeführt – Wohngebiet mit Straßennamen aus dem Bereich Botanik.
Katerhörn, Meimersdorf
1999 nach einem Flurnamen benannt.
Katharinenstraße, Ellerbek
1878 nach Katharina Hempel benannt – Schwiegermutter des Ziegeleibesitzers Bleßmann (Erbauer der Straße).
* Katharinenstraße, Hassee
1897 wurde der Name beschlossen, 1910 in Helgolandstraße umbenannt.
* Katharinenstraße, Neumühlen-Dietrichsdorf
1888 im Protokolltext der Gemeinderatssitzung erwähnt, 1894 erstmals im Adressbuch Gaarden-Ost aufgeführt, 1925 in Eichenkamp umbenannt.
* Kattenstraße, Altstadt
1730 Katten Straße, 1793 Katzen Straße, 1799 Kattenstraße – Anfangsteil der Kattenstraße wurde in Burgstraße umbenannt, 1945 durch Bomben stark zerstört, 1966 waren im Adressbuch keine Häuser mehr aufgeführt, Anfang der 1970er Jahre wurde der Name der Straße aufgehoben.
* Katzheide, Gaarden-Ost
1894 als Einzelgehöft aufgeführt, 1939 wurde die Grünfläche mit ihren geplanten Sportplätzen Katzheide genannt, 1959 Schwimmbad Katzheide, 1960 Katzheide Sportplatz.

## Ke

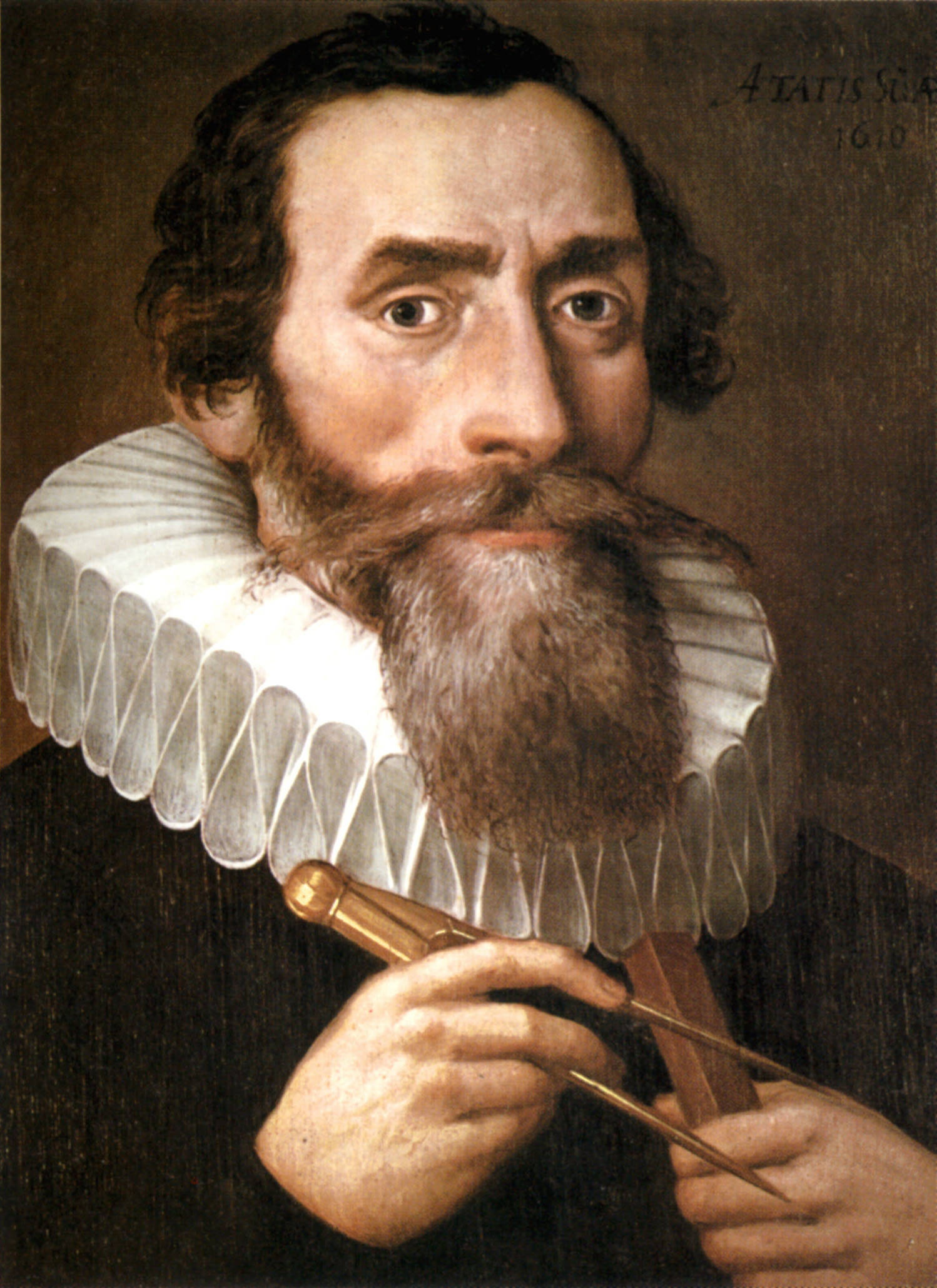
Johannes Kepler

Kehdenstraße, Altstadt
1242 bei der Stadtgründung angelegt, 1264 Platea kediggorum, 1472 Kedinckstrate, 1730 Keden Straße, 1799 ist die Straße erstmals im Taschenbuch für die Einwohner der Stadt Kiel aufgeführt.
Kehrwieder, Gaarden-Süd
als Kehrwiederstraße angelegt, 1884 erstmals im Kieler Adressbuch aufgeführt, 1913 in Kehrwieder umbenannt – Name einer ehemaligen dort gelegenen Gastwirtschaft.
* Kehrwiederstraße, Gaarden-Süd
1884 erstmals im Kieler Adressbuch aufgeführt, 1913 in Kehrwieder umbenannt.
Kellerkate, Suchsdorf
2002 nach einer alten Gemarkung benannt.
* Keplerhöhe, Düsternbrook
1950 nach Johannes Kepler benannt, 1951 in Sternwartenweg umbenannt.
Kesselschmied, Gaarden-Ost
2001 wurde der Name festgelegt, neben Ortsbezeichnungen erinnern auch Berufe an die Geschichte des Kai-City Geländes.
Kiebitzbek, Siedlung Oppendorf
1979 nach einer Flurbezeichnung benannt.
Kiefkamp, Elmschenhagen
als Kiefkampstraße angelegt, 1908 erstmals im Kieler Adressbuch aufgeführt, 1939 nach einer Flurbezeichnung in Kiefkamp umbenannt.
* Kiefkampstraße, Elmschenhagen
1908 erstmals im Kieler Adressbuch aufgeführt, 1939 nach einer Flurbezeichnung in Kiefkamp umbenannt.
* Kieler Fußsteig, Gaarden-Süd
1894 erstmals im Adressbuch Gaarden-Ost aufgeführt, 1898 der Kieler Fußsteig wird für 1000 Mark an den Lohgerber J. Arp verkauft.
* Kieler Fußweg, Gaarden-Süd
1878 erstmals im Kieler Adressbuch aufgeführt, 1898 wurde der Kieler Fußweg als öffentlicher Weg aufgehoben.
Kieler Kamp, Kronsburg, Wellsee
1924 nach einer Flurbezeichnung benannt.
Kieler Kuhle, Wellingdorf
1909 nach einer alten Flurbezeichnung benannt.
* Kieler Straße, Elmschenhagen
1912 wurde der Name festgelegt, 1939 in Großer Kamp umbenannt.
Kieler Straße, Gaarden-Ost
1874 im Protokolltext der Gemeinderatssitzung erwähnt, 1875 erstmals im Kieler Adressbuch aufgeführt, 1877 die Verlängerung bis zur Kaiserstraße wird ebenfalls Kieler Straße.
* Kieler Straße, Holtenau
als Dorfstraße angelegt, 1789 noch ohne Namen auf der Topographisch Militärischen Charte des Herzogtums Holstein (1789–1796) Nr. 11 von Major Gustav Adolf von Varendorf eingezeichnet, 1898 im Protokolltext der Gemeinderatssitzung erwähnt, 1912 in Kieler Straße umbenannt, 1922 in Wendenburgstraße umbenannt.
Kieler Weg, Meimersdorf, Moorsee
1950 wurde der Name festgelegt, 1958 bisheriger Hüttler Weg wird in Kieler Weg einbezogen, 1971 einschließlich Meimersdorfer Straße (Moorsee), 1972 einschließlich südlicher Teil der Alte Brückenstraße.
Kiellinie, Düsternbrook, Wik
vor 1972 Teil des Hindenburgufers, 1972 wurde der Name Kiellinie festgelegt – Fußweg am Kieler Hafen.
Kiesgrubenweg, Hassee
1936 wurde der Name festgelegt.

## Kir
Kirchenberg, Wellsee
1964 wurde der Name beschlossen.
* Kirchenkoppel, Brunswik
1869 wurde der Name festgelegt, 1886 noch im Adressbuch aufgeführt, später aufgehoben.
Kirchenstraße, Düsternbrook
1878 nach der in der Nähe liegenden Paulus-Kirche (Garnisonskirche) benannt.
* Kirchenstraße, Gaarden-Ost
1882 wurde der Name beschlossen, 1901 in Goschstraße umbenannt – Die Straße führte zur St. Johannes-Kirche.
* Kirchenstraße, Neumühlen-Dietrichsdorf
1902 im Protokolltext der Gemeinderatssitzung erwähnt, 1905 erstmals im Kieler Adressbuch aufgeführt, 1925 in Groß-Ebbenkamp umbenannt.
* Kirchenweg, Ellerbek
vor 1894 Kirchsteig, 1894 im Protokolltext der Gemeinderatssitzung als Ellerbek-Elmschenhagener-Kirchenweg erwähnt, 1896 in Hollmannstraße umbenannt.
Kirchenweg, Gaarden-Ost
1882 erstmals im Adressbuch Gaarden-Ost aufgeführt – Die Straße folgt dem Verlauf eines früheren, seit 1882 so bezeichneten Feldweges, der von der Dorfstraße (Werftstraße) in Klösterlich Gaarden über die Preetzer Chaussee zur Kirche in Elmschenhagen führte.
* Kirchenweg, Holtenau
1896 im Zusammenhang mit dem Bau der Dankeskirche angelegter Fußweg, 1922 in Grimmstraße umbenannt.
* Kirchenweg, Wellingdorf
1902 im Protokolltext der Gemeinderatssitzung als Kirchensteig erwähnt, 1906 erstmals im Kieler Adressbuch aufgeführt, 1910 wurde der Kirchenweg in die Altenteichstraße einbezogen.
* Kirchenweg, Wellsee
1919 im Protokolltext der Gemeinderatssitzung erwähnt, 1948 als Fußweg ohne Namen im Stadtplan 1948 eingezeichnet, 1971 in Stechwiese umbenannt.

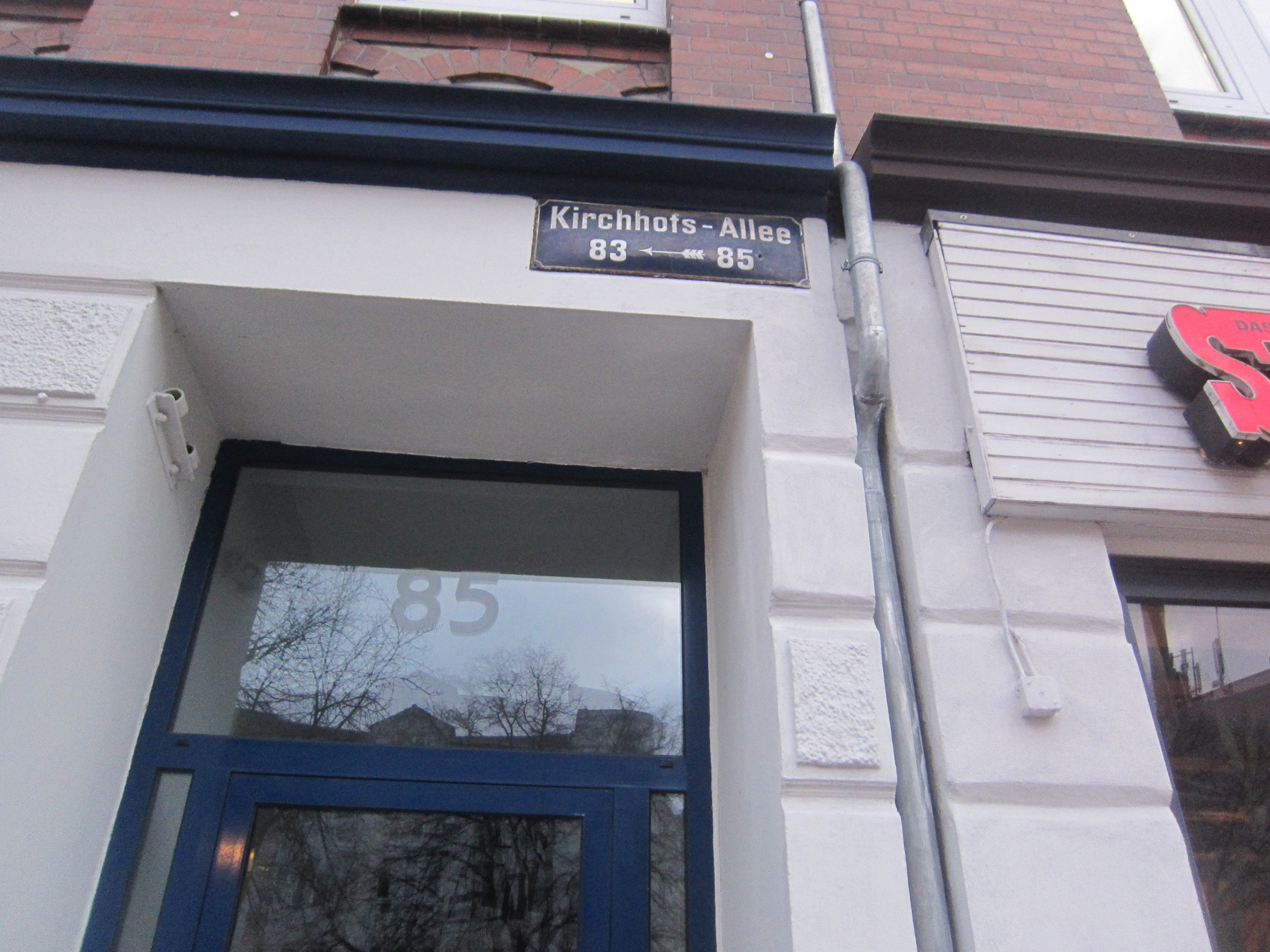
Altes Straßenschild Kirchhofs-Allee

Kirchhofallee, Exerzierplatz, Südfriedhof
als Hasseer Weg angelegt, 1789 noch ohne Namen auf der Topographisch Militärischen Charte des Herzogtums Holstein (1789–1796) Nr. 21 von Major Gustav Adolf von Varendorf eingezeichnet – siehe Karte, 1806 auf dem Kieler Stadtplan als Hasseer Weg eingezeichnet, 1869 wurde der Name festgelegt – zunächst Kirchhofs Allee und später Kirchhofallee, 1910 bis zum Mühlenweg verlängert, 1935 wurde der Straßenabschnitt Lutherstraße bis Bahnübergang Hassee in Saarbrückenstraße umbenannt.
* Kirchhofallee, Pries
1923 erstmals im Kieler Adressbuch aufgeführt, 1925 in Lenschstraße umbenannt.
Kirschberg, Neumühlen-Dietrichsdorf
1968 nach einer alten Flurbezeichnung benannt.
Kirschenkamp, Poppenbrügge, Kronsburg
1949 wurde der Name festgelegt – Kirschenkamp, weil die Siedler beabsichtigten längs der Straße Kirschbäume zu pflanzen.
Kirunastraße, Mettenhof
1969 nach der Stadt Kiruna benannt.

## Kl
Klabautermanngang, Schilksee
1965 wurde der Name nach der Sagengestalt Klabautermann festgelegt.
Kladowweg, Russee
1984 nach dem Berliner Stadtteil Kladow benannt.
Klagenfurter Weg, Elmschenhagen
1939 nach der Stadt Klagenfurt benannt.
Klausbrook A, Suchsdorf
1955 nach einer Flurbezeichnung benannt.
Klausbrook B, Suchsdorf
1955 nach einer Flurbezeichnung benannt.
Klausbrooker Weg, Suchsdorf, Wik
1949 erstmals im Kieler Adressbuch aufgeführt, nach einer Flurbezeichnung benannt.
* Klausdorfer Landstraße, Holtenau
1925 wurde der Name festgelegt, 1997 wurde die Klausdorfer Landstraße in die Gemeinde Altenholz umgemeindet.
* Klausdorfer Straße, Ellerbek
1877 im Protokolltext der Gemeinderatssitzung erwähnt, 1882 erstmals im Kieler Adressbuch aufgeführt, 1905 wurde die Klausdorfer Straße in den Klausdorfer Weg einbezogen.
Klausdorfer Weg, Ellerbek, Wellingdorf
1789 noch ohne Namen auf der Topographisch Militärischen Charte des Herzogtums Holstein (1789–1796) Nr. 22 von Major Gustav Adolf von Varendorf eingezeichnet, 1878 erstmals im Kieler Adressbuch aufgeführt, 1905 einschließlich Klausdorfer Straße, 1910 bis Minnastraße verlängert unter Einbeziehung der ehemaligen Fährstraße – Ehemaliger Feldweg von Ellerbek nach Klausdorf (Schwentine).
* Klausdorfer Weg, Elmschenhagen
1923 erstmals im Kieler Adressbuch aufgeführt, 1939 in Gerstenkamp umbenannt.

Klaus Groth

Klaus-Groth-Platz, Düsternbrook, Brunswik
1890 erstmals im Kieler Adressbuch aufgeführt, nach Klaus Groth benannt.
Klaus-Groth-Straße, Pries
1920 wurde der Name beschlossen.
Klein-Ebbenkamp, Neumühlen-Dietrichsdorf
als Bismarckstraße angelegt, 1894 erstmals im Adressbuch Gaarden-Ost aufgeführt, 1933 nach einem alten Flurnamen in Klein-Ebbenkamp umbenannt.
Klein-Flintbeker Weg, Meimersdorf
1971 erstmals im Kieler Adressbuch aufgeführt – Weg nach Kleinflintbek.
* Klein Kielstein, Ravensberg
1936 erstmals im Kieler Adressbuch aufgeführt, 1949 in den Westring einbezogen – nach einer Flurbezeichnung benannt.
Kleine Koppel, Suchsdorf
2004 nach einer alten Flurbezeichnung benannt.
Kleine Ziegelstraße, Ellerbek
1878 im Protokolltext der Gemeinderatssitzung erwähnt, 1897 erstmals im Kieler Adressbuch aufgeführt – nach einer früher hier gelegenen Ziegelei benannt.
 Kleiner Kuhberg, Vorstadt
1574 wurde im Kieler Denkelbok erstmals die Bebauung uf dem Koeberge erwähnt, 1730 Kleiner Kuhberg, 1799 wurde die Straße erstmals im Taschenbuch für die Einwohner der Stadt Kiel aufgeführt – Weidelandhügel der alten Flur Kuhstede in der ehemaligen Kieler Vorstadt.

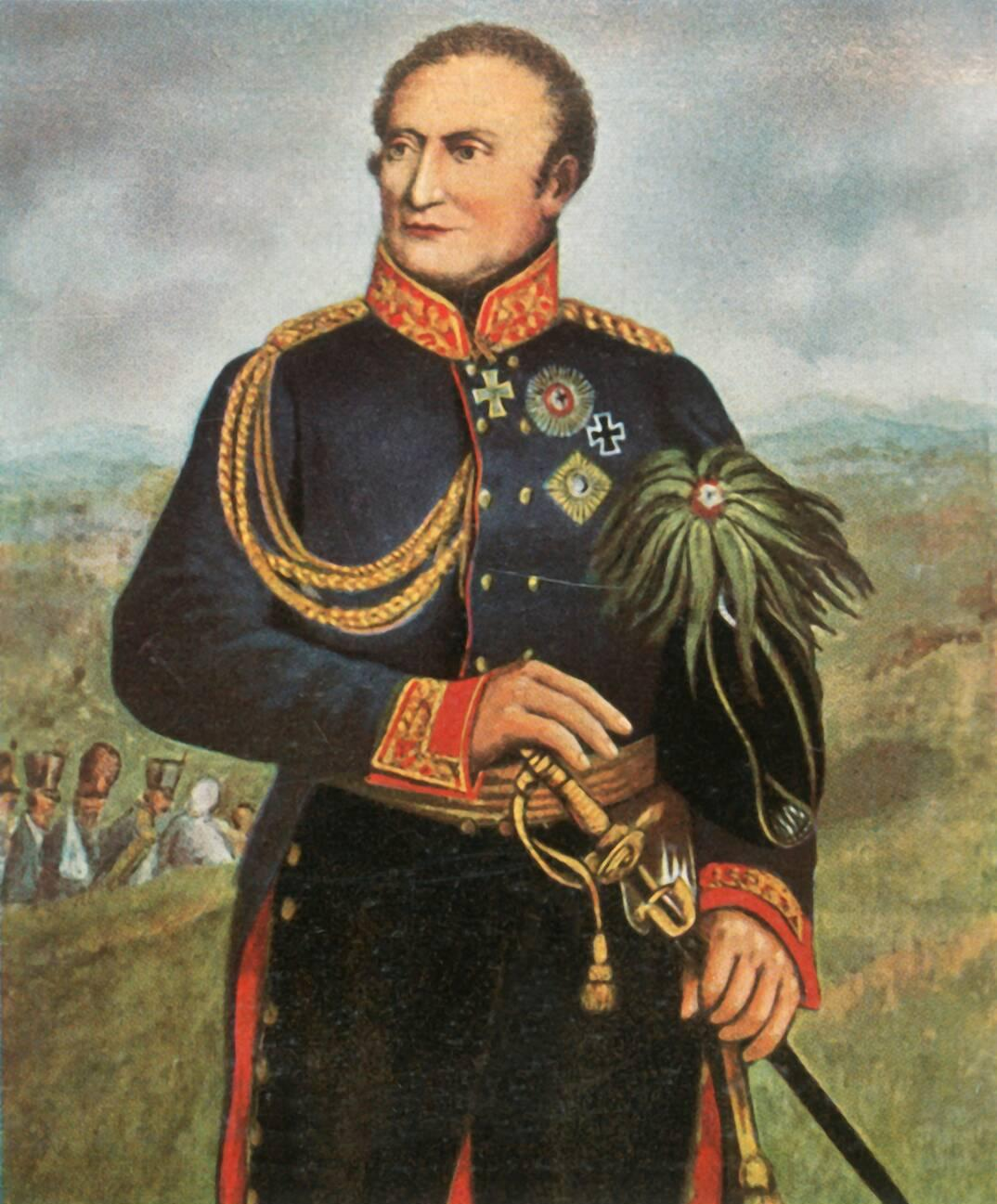
Friedrich von Kleist

Kleiststraße, Blücherplatz, Marineviertel
1907 wurde der Name festgelegt, bis Adressbuch 1923 nach Ewald Christian von Kleist, ab Adressbuch 1925 nach Heinrich von Kleist benannt, bei der Benennung der Straße war aber der preußische General Friedrich von Kleist gemeint.
Klingkoppel, Hasseldieksdamm
1951 nach einer Flurbezeichnung benannt.
* Klinke, Vorstadt
1730 als Holten Klink in der Homann'schen Karte eingezeichnet, 1799 erstmals im Taschenbuch für die Einwohner der Stadt Kiel aufgeführt, 1958 wurde die Straße in den Holstenplatz einbezogen.
Klinkerwisch, Suchsdorf
1978 nach einer Flurbezeichnung benannt.
Klopstockstraße, Exerzierplatz, Schreventeich
1900 nach Friedrich Gottlieb Klopstock benannt.
* Kloster, Russee
1925 erstmals im Kieler Adressbuch aufgeführt, 1929 in Klosterweg umbenannt.
Klosterkamp, Russee
als Kloster angelegt, 1925 erstmals im Kieler Adressbuch aufgeführt, 1929 in Klosterweg umbenannt, 1970 in Klosterkamp umbenannt.
Klosterkirchhof, Altstadt
1565 im Kataster mit vier Wohneinheiten aufgeführt, 1799 erstmals im Taschenbuch für die Einwohner der Stadt Kiel aufgeführt – Früher auch der Mönnecke Kerkhof genannt. Straße neben dem ehemaligen Franziskanerkloster und der Kloster- oder Heiligengeistkirche.
Klosterstraße, Ellerbek
als Mittelstraße angelegt, 1878 im Protokolltext der Gemeinderatssitzung erwähnt, 1896 erstmals im Kieler Adressbuch aufgeführt, 1910 in Klosterstraße umbenannt.
Klosterweg, Elmschenhagen
1923 erstmals im Kieler Adressbuch aufgeführt, 1952 ein Teilstück gehört zur Gemeinde Klausdorf/Schwentine.
* Klosterweg, Russee
als Kloster angelegt, 1925 erstmals im Kieler Adressbuch aufgeführt, 1929 in Klosterweg umbenannt, 1949 einschließlich Am Kloster, 1970 in Klosterkamp umbenannt.
Klotzstraße, Stinkviertel
1902 nach Johann Jakob Emil Klotz (1812–1887) benannt – Kaufmann, bürgerlicher Senator der Stadt Kiel von 1861 bis 1887, besondere Verdienste um Gasversorgung, Wasserversorgung und Hafenwesen.
Klüverbaum, Schilksee
1965 wurde der Name Klüverbaum festgelegt – Straßenname aus dem Bereich Segelschifffahrt.
Klunkerwiese, Suchsdorf
2002 nach einer alten Gemarkung benannt.

## Kn

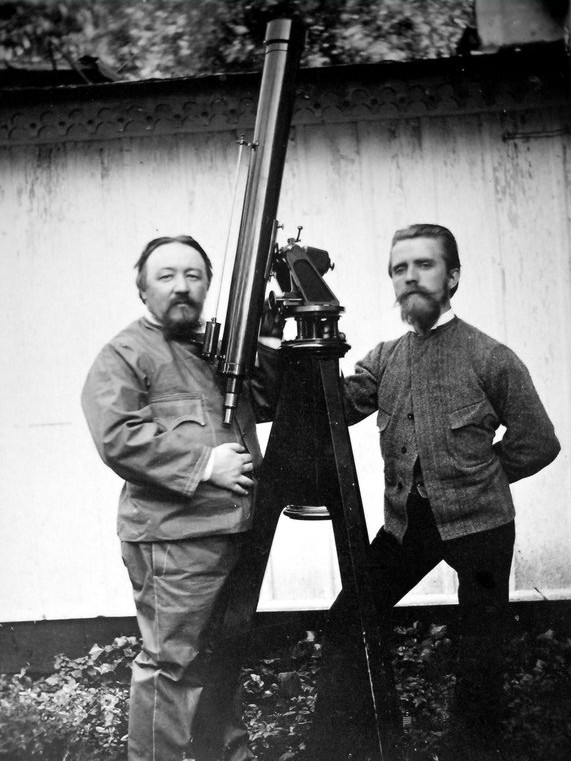
Hermann Kobold (rechts) mit Nikolaus von Konkoly

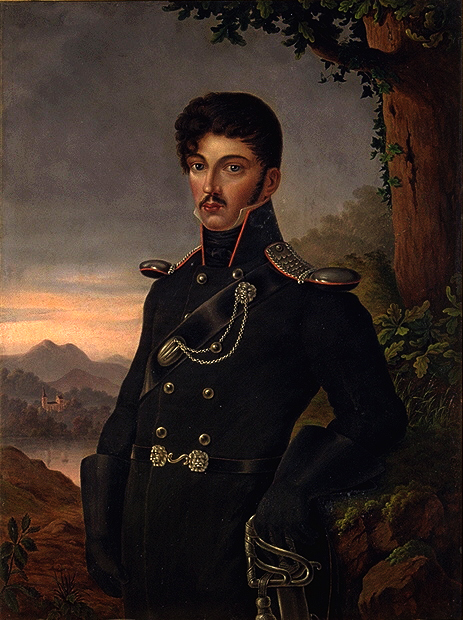
Theodor Körner

Kneist, Elmschenhagen
1936 erstmals im Kieler Adressbuch aufgeführt – Alte Flurbezeichnung in Elmschenhagen.
* Knick, Pries
1923 erstmals im Kieler Adressbuch aufgeführt, 1925 wurde die Straße in den Friedrichsruher Weg einbezogen – Flurbezeichnung (Knick = Hecke).
Knickweg, Südfriedhof
1918 nach einer Flurbezeichnung benannt.
* Kniestraße, Wellingdorf
1906 wurde der Name beschlossen, 1949 nicht mehr im Adressbuch aufgeführt.
Kniestraße, Poppenbrügge
1954 im Kieler Stadtplan eingezeichnet, 1971 erstmals im Kieler Adressbuch aufgeführt – Nach dem knieförmigen Verlauf benannt.
Knivsberg, Wik
1937 nach dem Knivsberg in Nordschleswig benannt.
* Knooper Landstraße, Wik
als An der Knooper Landstraße angelegt, 1789 noch ohne Namen auf der Topographisch Militärischen Charte des Herzogtums Holstein (1789–1796) Nr. 10 von Major Gustav Adolf von Varendorf eingezeichnet, 1884 erstmals im Kieler Adressbuch aufgeführt, 1891 nach Gut Knoop in Knooper Landstraße umbenannt, 1907 in Irenestraße umbenannt, 1923 nach Gut Projensdorf in Projensdorfer Straße umbenannt.

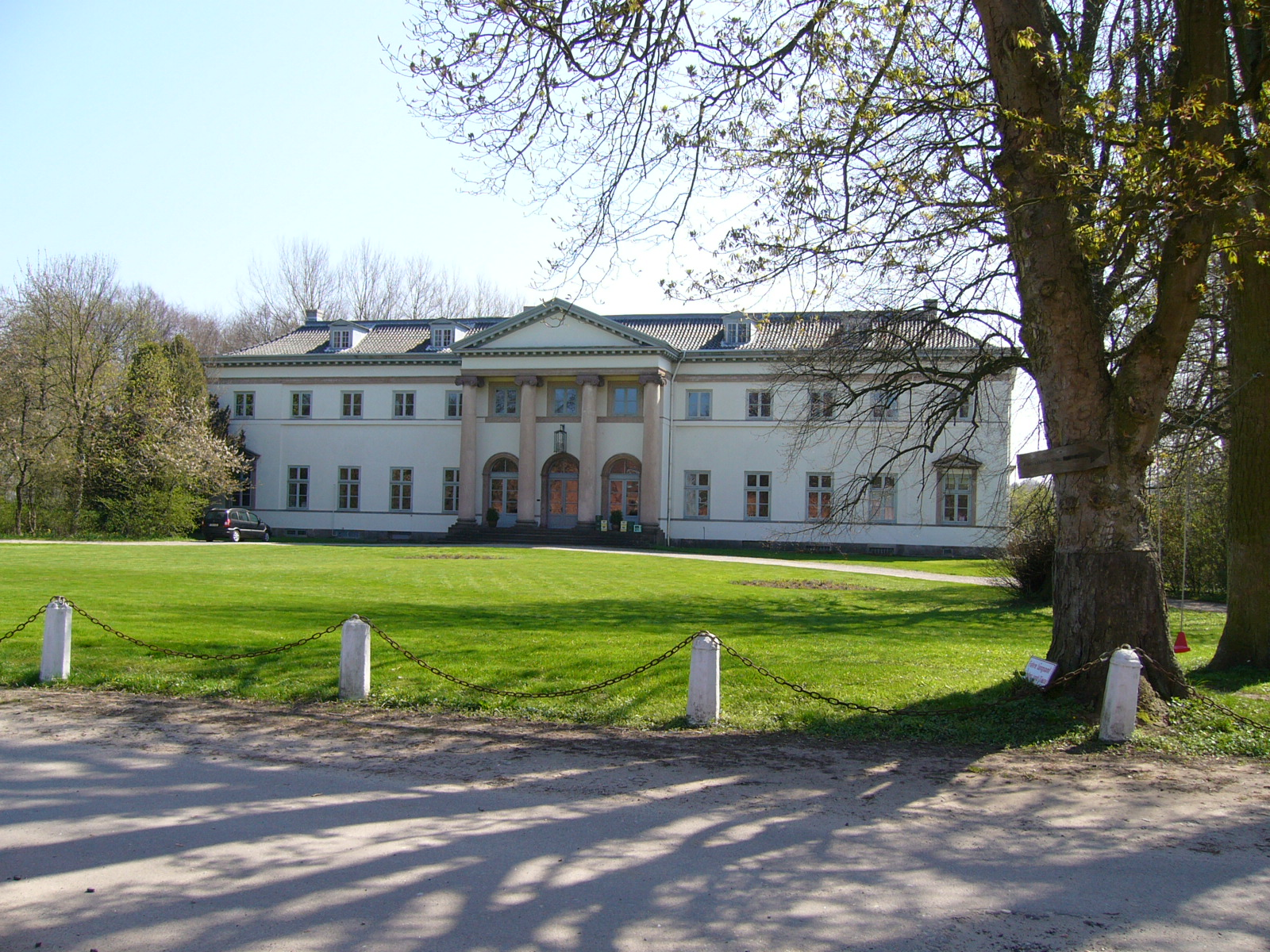
Herrenhaus des Gutes Knoop

Knooper Weg, Exerzierplatz, Damperhof, Brunswik, Blücherplatz, Schreventeich, Ravensberg
1853 noch ohne Namen im Stadtplan von Thalbitzer eingezeichnet, 1869 bis zur Holtenauer Straße verlängert – Nach Gut Knoop benannt.
Knorrstraße, Wik
1897 nach Admiral Eduard von Knorr benannt. 1994 wurde die Straße von Fans des THW Kiel – nach dem Gewinn der deutschen Handball-Meisterschaft – für kurze Zeit nach einem Spieler in Thomas-Knorr-Straße umbenannt.
Koboldstraße, Ravensberg
2006 nach Hermann Kobold benannt.
* Köhlerstraße, Wik
1934 ist die Straße im Kasernengelände der Wik in einer Karte der Stadtvermessungsabteilung eingezeichnet, 1947 in Schweriner Straße umbenannt.
Köhlstraße, Holtenau
1961 wurde der zwischen Richthofenstraße und Wittenbrook liegende Teil des Mählsweges nach Hermann Köhl in Köhlstraße umbenannt.
Kölenberg, Wellsee, Elmschenhagen
vor 1978 teilweise Schlehenkamp, 1978 wurde der Abschnitt Schlehenkamp zwischen Segeberger Landstraße und Bahnlinie Kiel–Lübeck nach einer Flurbezeichnung mit Kölenberg bezeichnet.
* Königsende, Holtenau
als Bergstraße angelegt, 1910 im Protokolltext der Gemeinderatssitzung erwähnt, 1922 nach einer alten Flurbezeichnung in Königsende umbenannt, 1934 in Wendenburgstraße umbenannt.
Königsförder Weg, Mettenhof
1938 nach den Ortschaften Großkönigsförde bzw. Klein Königsförde benannt.
Königstraße, Holtenau
1885 wurde die Straße zur Errichtung von Häusern für die Kanalbediensteten ausgebaut, 1914 im Protokolltext der Gemeinderatssitzung erwähnt, 1923 erstmals im Kieler Adressbuch aufgeführt.
Königsweg, Vorstadt, Exerzierplatz, Südfriedhof
1789 noch ohne Namen auf der Topographisch Militärischen Charte des Herzogtums Holstein (1789–1796) Nr. 21 von Major Gustav Adolf von Varendorf eingezeichnet – siehe Karte, 1848 erstmals im Kieler Adressbuch aufgeführt – Bereits 1426 als Via regia der dänischen Könige genannt; als Teilstück der Verbindung von Jütland nach Altona.
Köpenicker Straße, Russee
1979 nach dem Berliner Verwaltungsbezirk Köpenick benannt.
Körnerstraße, Exerzierplatz
1900 nach Theodor Körner benannt, 1904 wurde die Straße Am Galgenteich in die Körnerstraße einbezogen.
Koesterallee, Düsternbrook, Wik
1906 nach Großadmiral Hans von Koester benannt.
Kohkoppel, Schilksee
1995 nach einem Flurnamen benannt – Name passt gut zur Straße Peerkoppel in diesem Gebiet.
Kokenhörst, Holtenau
1965 nach einer alten Flurbezeichnung benannt.
Koldingstraße, Brunswik
1874 wurde die Straße – zur Erinnerung an die Schlacht bei Kolding am 24. April 1849 – benannt.
* Kolonie, Friedrichsort
1923 erstmals im Kieler Adressbuch aufgeführt, 1925 in Friedrichsorter Straße einbezogen.
* Kolonie Baltische Mühle, Neumühlen-Dietrichsdorf
1893 im Protokolltext der Gemeinderatssitzung erwähnt, 1904 in Mühlenstraße umbenannt.
Koloniestraße, Friedrichsort
1923 erstmals im Kieler Adressbuch aufgeführt – Straße in der sogenannten Arbeiterkolonie, einer Siedlung der Arbeiter der Torpedowerkstätten in Friedrichsort.
Kolonnenweg, Hassee
ab 1883 wurde die Straße von der Kreuzung Hasseldieksdammer Weg und Mühlenweg zum vorgesehenen Fort IV auf dem Elandsberg gebaut, 1902 ist Colonnenweg im Stadtplan eingezeichnet, 1904 erstmals im Kieler Adressbuch aufgeführt, 1972 wurde der nördliche Teil zwischen A 215 und Hasseldieksdammer Weg in Grüner Weg umbenannt.
Kongsbergweg, Mettenhof
nach der Stadt Kongsberg benannt.

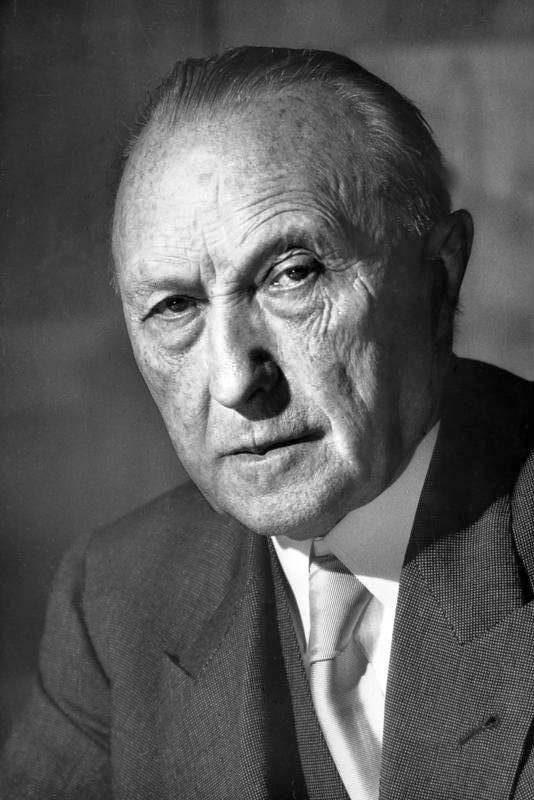
Konrad Adenauer

Konrad-Adenauer-Damm, Gaarden-Süd, Elmschenhagen
vor 1973 war der Anfang des Konrad-Adenauer-Dammes ein Teil der Segeberger Straße, 1973 nach Konrad Adenauer benannt.
Kopenhagener Allee, Mettenhof
1965 nach der Stadt Kopenhagen benannt.
* Koppelbarg, Schilksee, Pries
1964 nach einer alten Flurbezeichnung benannt.
Koppelberg, Schilksee, Pries
1964 als Koppelbarg angelegt, 1971 in Koppelberg umbenannt, 1990 wurde der Abschnitt der Friedrichsorter Straße zwischen der Fördestraße und der Straße Koppelberg in Koppelberg umbenannt.
Koppelsoll, Meimersdorf
2002 nach einer alten Flurbezeichnung benannt.
Kopperpaler Teich, Ravensberg
1971 erstmals im Kieler Adressbuch aufgeführt – Nach dem Kronshagener Ortsteil Kopperpahl benannt.
Korsörweg, Mettenhof
1965 nach der Stadt Korsör benannt.

## Kr

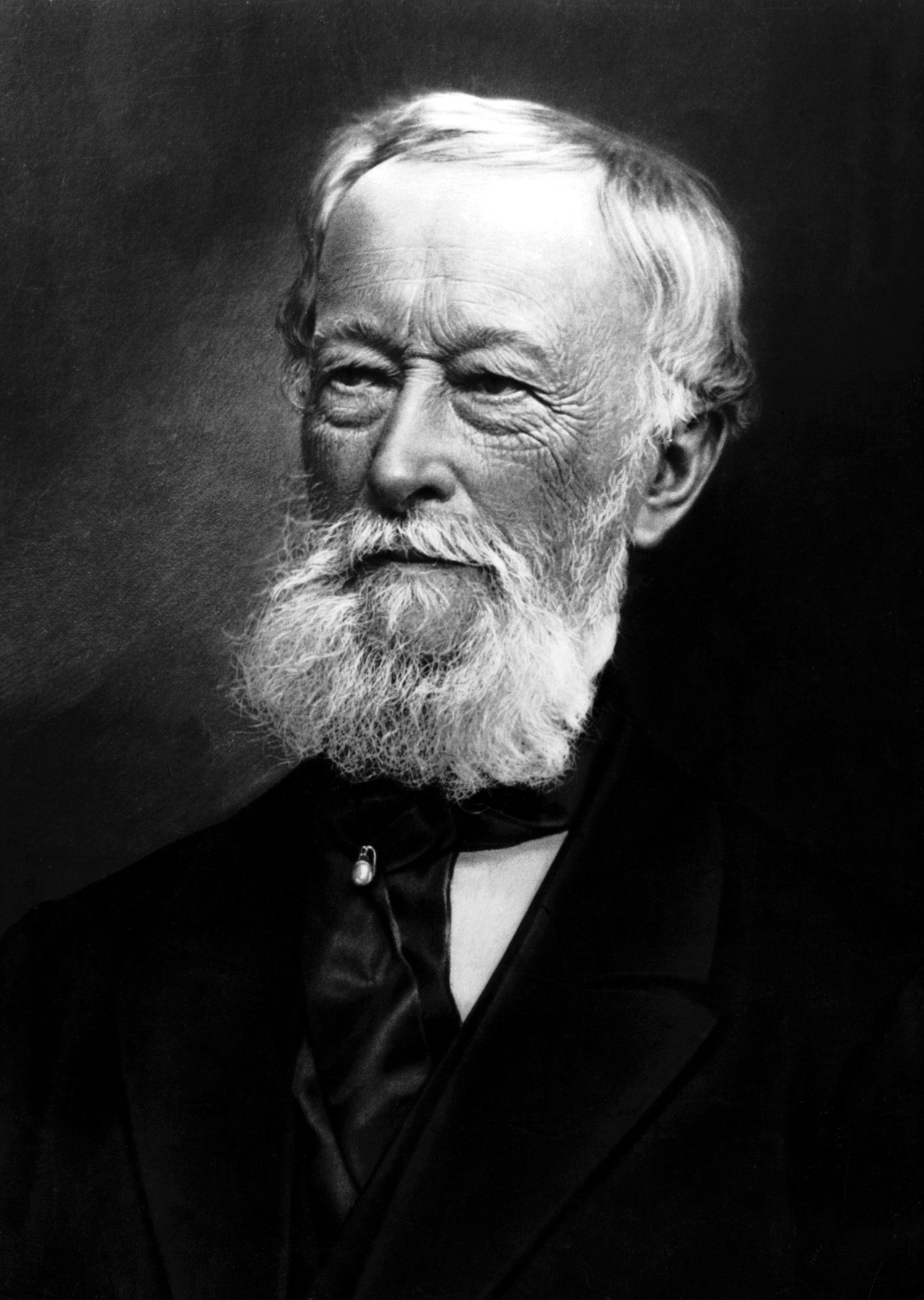
Alfred Krupp

* Krabbenweg, Schilksee
1965 wurde ein in Richtung Norden verlaufender Erschließungsweg im Bereich Langenfelde zwischen Gaffelweg und Behmweg geplant, der Weg wurde wegen der Änderung des Bebauungsplans nicht angelegt.
* Kramersredder unter Karolinenweg
* Kraus-Platz, Stinkviertel
1902 nach Werner Kraus benannt, 1933 in Krausstraße umbenannt.
Krausstraße, Stinkviertel
als Kraus-Platz angelegt, 1933 nach Werner Kraus in Krausstraße umbenannt.
Kreienbarg, Südfriedhof
1962 nach einer alten Flurbezeichnung benannt.
Kreisauer Ring, Wellsee
1983 nach dem Kreisauer Kreis benannt.
Kreisauer Straße, Wellsee
1983 nach dem Kreisauer Kreis benannt.
Kreuzkamp, Elmschenhagen
als Ebertsche Koppel angelegt, 1923 erstmals im Kieler Adressbuch aufgeführt, 1936 nach einer alten Flurbezeichnung in Kreuzkamp umbenannt.
* Kreuzstraße, Elmschenhagen
1936 erstmals im Kieler Adressbuch aufgeführt, 1939 bei der Eingemeindung aufgehoben.
Krokuswiese, Meimersdorf
2008 wurde der Name Krokuswiese mit Bezug auf den Begriff Meimersdorf-Gartenstadt festgelegt.
Kronsburger Straße, Kronsburg
1924 nach der Siedlung Kronsburg benannt.
* Kronshagener Landweg, Hasseldieksdamm
1923 erstmals im Kieler Adressbuch aufgeführt, 1976 wurde die Straße in die Melsdorfer Straße einbezogen.
Kronshagener Weg, Exerzierplatz, Südfriedhof, Schreventeich, Hasseldieksdamm
1271 in einer Urkunde vom 23. April 1271 setzt Gerhard I. die Grenzen zwischen der 'Stadt Kyil' und Kopperpahl genauer fest. Der Kronshagener Weg wird darin an zwei Stellen als 'via Cronshagen' erwähnt, 1789 noch ohne Namen auf der Topographisch Militärischen Charte des Herzogtums Holstein (1789–1796) Nr. 10 von Major Gustav Adolf von Varendorf eingezeichnet – siehe Karte, 1853 auf der Karte von Thalbitzer mit der Bezeichnung von Cronshagen eingezeichnet, 1872 erstmals im Kieler Adressbuch aufgeführt, 1978 einschließlich der Schlichtingstraße, 1980 wurde das etwa 100 m lange Teilstück der Eckernförder Straße zwischen Exerzierplatz und der Einmündung der Stiftstraße in den Kronshagener Weg einbezogen – Der Kronshagener Weg ist der ehemalige Landweg von Kiel nach Kronshagen.
Kronsoll, Meimersdorf
2002 nach einer Flurbezeichnung benannt
Krummbogen, Gaarden-Süd
1936 als Hermann-Schmidt-Straße angelegt, 1945 nach der geschwungenen Linienführung in Krummbogen umbenannt.
Kruppallee, Elmschenhagen
1908 erstmals im Kieler Adressbuch aufgeführt, nach Alfred Krupp benannt.
* Krusenrott, Gaarden-Süd
1875 im Adressbuch wird Krusenrott unter Gaarden-Süd erstmals als Herrschaftlicher Meierhof Krusenrott erwähnt. Auf dem Hof (Krusenrott) entstand ein Gasthaus mit Tanzsaal unter verschiedenen Besitzern. Im Jahr 1930 wurde es eine Franziskaner-Niederlassung. Der Tanzsaal war nun ein Kirchenraum geworden. Im Zweiten Weltkrieg wurde alles zerstört, nach dem Krieg wieder aufgebaut, die Liebfrauenkirche am 31. Mai 1951 neu eingeweiht.
* Krusenrotter Straße, Hassee, Gaarden-Süd, siehe Krusenrott
1894 wurde der Name festgelegt, 1895 in Krusenrotter Weg umbenannt.
Krusenrotter Weg, Hassee, Gaarden-Süd, siehe Krusenrott
1894 als Krusenrotter Straße angelegt, 1895 in Krusenrotter Weg umbenannt.

## Ku

Kurt Schumacher

Kuchelstraße, Wellingdorf
1906 nach Johann Kuchel (12. April 1859 bis 19. April 1944) benannt, 1910 wurde die Gärtnerstraße einbezogen – Kuchel war von 1875 bis 1893 Gemeindevorsteher in Wellingdorf.
* Kuckucksredder unter Wilhelminenstraße
Kuckucksweg, Elmschenhagen
vor 1964 Teil des Rundweges, 1964 wurde der Name festgelegt – Weg führt am Kuckucksberg (56 m) vorbei.
Kürkoppel, Steenbek-Projensdorf
1962 nach einer alten Flurbezeichnung benannt.
Küterstraße, Altstadt
1242 bei Stadtgründung angelegt, 1242 Platea cutere, 1301 Platea fartorum, 1473 Kuterstrate, 1730 Küter Straße, 1799 ist die Straße erstmals im Taschenbuch für die Einwohner der Stadt Kiel aufgeführt.
* Kuhfeld, Altstadt
als Zum Kuhfelde angelegt, 1554 als Zum Kuhfelde im Kieler Erbebuch erwähnt, 1835 erstmals im Kieler Adressbuch aufgeführt, 1925 in Kuhfeld umbenannt, 1934 wieder in Zum Kuhfelde umbenannt.
Kuhlacker, Kronsburg
1924 nach einem alten Flurnamen benannt.
Kuhnkestraße, Ravensberg
2006 nach Carl Kuhnke (13. Mai 1870 bis 11. Oktober 1938) benannt – Mitbegründer der Firma Neufeldt & Kuhnke, daraus gingen später die Firmen Elac und Hagenuk hervor.
Kurallee, Schilksee
als Hintere Reihe angelegt, 1940 erstmals im Kieler Adressbuch aufgeführt, 1949 in Ulmenallee umbenannt, 1962 in Kurallee umbenannt.
Kurt-Schumacher-Platz, Mettenhof
1969 nach Kurt Schumacher benannt.
Kurze Straße, Vorstadt
vor 1857 gehörten die Häuser zum Kleinen Kuhberg, 1857 erstmals im Kieler Adressbuch aufgeführt.
* Kurze Straße, Pries
1904 wurde der Name festgelegt, 1925 in Schurskamp umbenannt.